# Эймс, Сара
Сара Эймс (англ. Sarah Ames, полное имя Sarah Fisher Clampitt Ames; 1817—1901) — американская скульптор.

## Биография
Родилась в 1817 году в городе Льюис, штат Делавэр.
Изучала искусство в Бостоне и в Риме. Она вышла замуж за художника-портретиста Джозефа Александра Эймса.
Во время Гражданской войны в США Сара Эймс руководила больницей, расположенной в вашингтонском Капитолии. Она была хорошим другом Авраама Линкольна либо из-за своего положения в больнице, либо из движения против рабства. Руфус Уилсон, автор книги «Lincoln in portraiture», утверждал, что Эймс знала Линкольна «очень близко и дружелюбно» по своей работе в больнице Капитолия.
Сара Фишер и Винни Рим были первыми скульпторами, создавшими официальные изображения президента Линкольна для Капитолия Соединённых Штатов. Мраморный бюст Авраама Линкольна работы Сары Эймс был создан в 1866 году. В настоящее время скульптура находится в здании Капитолия США. Она создала ещё не менее пяти бюстов Линкольна, которые находятся в здании Капитолия штата Массачусетс, Музее искусств колледжа Уильямс, Историческом обществе Линна (Lynn Historical Society) и Художественном музее Вудмер.
Сара Эймс выставляла свои работы в Женском здании на Всемирной Колумбовой выставке 1893 года в Чикаго.
Умерла в 1901 году в Вашингтоне.